# Clusia lusoria
Clusia lusoria är en tvåhjärtbladig växtart som beskrevs av Paul Carpenter Standley och Steyerm.. Clusia lusoria ingår i släktet Clusia och familjen Clusiaceae. Inga underarter finns listade i Catalogue of Life.